# تری مدوین
تری مِدوین (انگلیسی: Terry Medwin؛ زادهٔ ۲۵ سپتامبر ۱۹۳۲ – درگذشتهٔ ۱ مهٔ ۲۰۲۴) بازیکن فوتبال اهل ولز بود.
از جمله باشگاه‌هایی که وی در آنها بازی کرده‌است، می‌توان به باشگاه فوتبال سوانزی سیتی و باشگاه فوتبال تاتنهام هاتسپر اشاره کرد.
وی همچنین در تیم ملی فوتبال ولز بازی کرده‌است.